# João Queirós
João Ricardo Pereira Queirós, kurz João Queirós, (* 22. April 1998 in Viana do Castelo) ist ein portugiesischer Fußballspieler. Der Innenverteidiger steht beim GD Chaves unter Vertrag.

## Karriere

### Vereine
Queirós spielte u. a. für die Jugendmannschaften von Benfica Lissabon und des FC Porto. Im Juli 2014 wechselte er in das Nachwuchsleistungszentrum von Sporting Braga. Für dessen zweite Mannschaft kam er am 21. Mai 2017 beim 1:1 gegen Sporting Lissabon B einmal in der Segunda Liga zum Einsatz. Zur Saison 2017/18 wechselte Queirós zum Bundesligisten 1. FC Köln, bei dem er einen Fünfjahresvertrag unterschrieb. Queirós wurde nach einer Saison, in der er kein Pflichtspiel für die Profis der Domstädter bestritt, zurück nach Portugal an die B-Mannschaft von Sporting Lissabon verliehen. In der Saison 2019/20 spielte Queirós ebenfalls auf Leihbasis bei Willem II Tilburg in den Niederlanden. Auch hier wurde er lediglich in der U21 des Vereins eingesetzt.
Zur Saison 2021/22 kehrte er zurück nach Portugal zum Zweitligisten GD Chaves.

### Nationalmannschaft
Queirós absolvierte fünf Spiele für die portugiesische U18-Nationalmannschaft. Im Juli 2017 nahm er mit der U19-Auswahl an der U19-Europameisterschaft in Georgien teil. Dabei kam er in vier Spielen seiner Mannschaft zum Einsatz, die das Finale mit 1:2 gegen England verlor.

## Erfolge
Nationalmannschaft
- U19-Vize-Europameister: 2017